# Dickson Oppong
Dickson Oppong (Kumasi, 1967), mais conhecido como "Hidrante Humano" ou "Homem Hidrante", ficou famoso após aparecer em vários documentários na TV, como "Os Super-Humanos", do History Channel, e Das Supertalent, na Alemanha.
Ele tem a incrível capacidade de beber 4,5 litros de água em 2 minutos. Isto para um ser humano normal seria fatal.. Além disso, ele é o único homem no mundo que tem a capacidade de cuspir toda a água bebida para fora como uma fonte, daí o seu apelido de "Homem Hidrante".